# Jānis Kalniņš
Jānis Kalniņš (ur. 3 listopada 1904 w Parnawie, zm. 30 listopada 2000 we Fredericton) – łotewski kompozytor. Syn Alfrēdsa. Absolwent Konserwatorium Łotewskiego w Rydze (w klasie Jāzepsa Vītolsa). Od 1944 na emigracji w Kanadzie.
W został odznaczony łotewskim krzyżem oficerskim Orderem Trzech Gwiazd, a w 1935 szwedzkim krzyżem kawalerskim Orderu Wazów.

## Opery
- „Lolitas Brīnumpunts” (Pol. Czarodziejski ptak Lolity) - 1934
- „Hamletns” (pol. Hamlet) - 1936
- „Guni” (pol. W ogniu) - 1937